# Tarcenay
Tarcenay foi uma comuna francesa na região administrativa de Borgonha-Franco-Condado, no departamento de Doubs. Estendia-se por uma área de 13,09 km². Em 2010 a comuna tinha 1 522 habitantes (densidade: 116,3 hab./km²).
Em 1 de janeiro de 2019, passou a fazer parte da nova comuna de Tarcenay-Foucherans.